# بییالبن
بییالبن (به اسپانیایی: Villalobón) یک شهرستان در اسپانیا است که در استان پالنسیا واقع شده‌است.

## خصوصیات
بییالبن ۱۸ کیلومترمربع مساحت و ۶۰۸ نفر جمعیت دارد.